# Resolutie 53 Veiligheidsraad Verenigde Naties
Resolutie 53 van de Veiligheidsraad van de Verenigde Naties werd begin juli 1948 aangenomen met acht stemmen tegen nul. Drie leden, Syrië, Oekraïne en de Sovjet-Unie, onthielden zich. De resolutie riep de strijdende partijen in Palestina op het bestand te verlengen.

## Achtergrond
In resolutie 50 riep de VN-Veiligheidsraad nogmaals op tot een bestand, deze keer voor vier weken. Dit bestand was op 11 juni ingegaan. De VN hadden een bemiddelaar, Folke Bernadotte, aangesteld die moest toezien op de naleving van het bestand en het conflict in Palestina moest helpen oplossen. Zowel de Joodse als Arabische zijde wezen zijn verdelingsplan echter af. Op 9 juli liep het bestand af en werden de vijandelijkheden hervat.

## Inhoud
De Veiligheidsraad hield rekening met het telegram van de VN-bemiddelaar van 5 juli. Verder deed de Veiligheidsraad een dringende oproep aan de partijen om een verlenging van het bestand te aanvaarden, voor een met de bemiddelaar af te spreken duur.

## Verwante resoluties
- Resolutie 49 Veiligheidsraad Verenigde Naties riep op tot staakt-het-vuren en onderhandeling.
- Resolutie 50 Veiligheidsraad Verenigde Naties riep op tot 4 weken staakt-het-vuren.
- Resolutie 54 Veiligheidsraad Verenigde Naties bepaalde dat de situatie een bedreiging voor de wereldvrede was.
- Resolutie 56 Veiligheidsraad Verenigde Naties verwees op resolutie 54 en wees op de verantwoordelijkheid van de partijen om het bestand niet te schenden.

Lijst ·  38 ·  39 ·  40 ·  41 ·  42 ·  43 ·  44 ·  45 ·  46 ·  47 ·  48 ·  49 ·  50 ·  51 ·  52 ·  53 ·  54 ·  55 ·  56 ·  57 ·  58 ·  59 ·  60 ·  61 ·  62 ·  63 ·  64 ·  65 ·  66